# الغواص (فلم)
الغواص  هو فيلم مصري من إنتاج 2006، ومن تأليف عبد الفتاح البلتاجي، وإخراج فخر الدين نجيدة.

## ملخص الأحداث
يدور الفيلم في إطار درامي اجتماعي حول بطل رياضي شهير متزوج من سيدة أعمال وتحدث بينهما العديد من الخلافات، فيحاول التخلي عن طموحاته من أجل الحفاظ على استقرار أسرته، كما تحاول هي التخلي عن أحلامها لنفس السبب.

## الشخصيات
- عامر منيب
- داليا البحيري
- حسن حسني
- سامي العدل
- يوسف داود

## روابط خارجية
- الغواص على موقع IMDb (الإنجليزية)
- الغواص على موقع الدهليز
- الغواص على موقع قاعدة بيانات الأفلام العربية
- الغواص على موقع كينوبويسك (الروسية)